# Археологічний музей Республіки Північна Македонія
Археологі́чний музе́й Респу́бліки Півні́чна Македо́нія (мак. Археолошки музеј на Република Северна Македонија) — археологічний музей у столиці Північної Македонії місті Скоп'є, значне зібрання артефактів археології країни.

## З історії
Перша археологічна колекція у Скоп'є була сформована в 1920 році в рамках Факультет філософії (нині складова Університеут св. Кирила і Мефодія).
У 1924 році було зорганізовано музейний заклад, точніше — лапідаріумний історико-археологічний музей, розташований у Куршумлі-хані.
Під час Другої світової війни музей існував як Національний музей Скоп'є, а після війни, до 1963 року Археологічний музей розміщувався у приміщенні казарм Скопської фортеці. У 1955 році було також відкрито постійну експозицію кам'яних пам'яток (лапідарій), розміщений у пристосованиході для цього приміщеннях стайнь Куршумлі-хану.
У період після катастрофічного землетрусу в Скоп'є, між 1963 і 1977 роками, Археологічний музей розташовувався в казармах Куршумлі-хану. У 1976 році введений в експлуатацію новий музейний комплекс, в якому віднині розміщувався Археологічний музей.
У 2012 році було створено нову юридичну особу — Національний заклад «Археологічний музей Македонії у Скоп'є»(мак. НУ Археолошки музеј на Македонија – Скопје), як нова держустанова в галузі археології, а починаючи від 2014 року Археологічний музей Республіки Північна Македонія переїхав до новозбудованого (в рамках реалізації масштабного проєкту «Скоп'є-2014») просторого приміщення у центрі Скоп'є.

## Музейна колекція
Археологічний музей у Скоп'є представляє рухому культурну спадщину, а саме близько 7 000 археологічних об'єктів, виявлених під час розкопок по всій Македонії за останні майже 100 років, і є найважливішим і найстарішим музейним закладом Македонії.

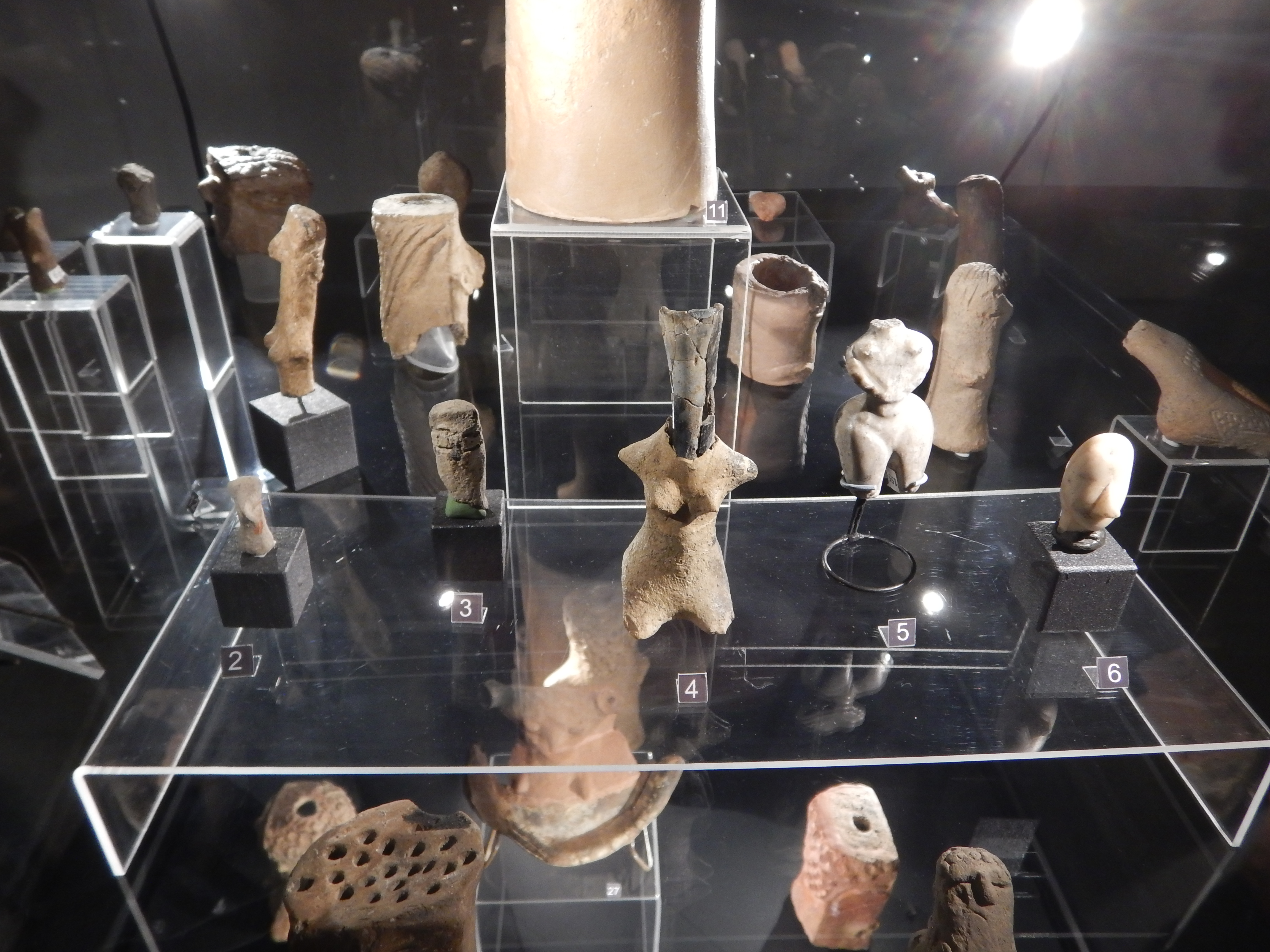
В залі доісторичної археології

Музейні артефакти експонуються у відділах:
- доісторичної археології;
- античної археології;
- середньовічної археології;
- нумізматики;
- антропології та
- лапідарію.

Багато предметів, що входять до музейного зібрання, є унікальними в цілому світі. Чинні закони про культуру та охорону культурної спадщини країни відзначають більшість музейного фонду як культурну спадщину, що має особливе значення.
В рамках музею функціонують музейна крамниця, а також бібліотека. Фонди останньої, зокрема, налічують понад 6 000 томів, а також понад 20 000 експертних та наукових праць вітчизняних та зарубіжних авторів, раритетні видання, що виходили від початку ХХ століття; найдавніше друковане видання датується 1881 роком.